# Campionati europei di slittino 1998
I Campionati europei di slittino 1998 sono stati la 36ª edizione della competizione.
Si sono svolti a Oberhof, in Germania.

## Medagliere
| Pos.   | Nazione  | Oro | Argento | Bronzo | Totale |
| ------ | -------- | --- | ------- | ------ | ------ |
| 1      | Germania | 3   | 2       | 1      | 6      |
| 2      | Austria  | 1   | 1       | 2      | 4      |
| 3      | Italia   | 0   | 1       | 1      | 2      |
| Totale | Totale   | 4   | 4       | 4      | 12     |

## Podi
| Evento            | Oro                                                                                         | Argento                                                                                                | Bronzo                                                                                                |
| Singolo Maschile  | Markus Prock                                                                                | Karsten Albert                                                                                         | Norbert Huber                                                                                         |
| Singolo Femminile | Silke Kraushaar                                                                             | Andrea Tagwerker                                                                                       | Susi Erdmann                                                                                          |
| Doppio            | Stefan Krauße Jan Behrendt                                                                  | Steffen Skel Steffen Wöller                                                                            | Tobias Schiegl Markus Schiegl                                                                         |
| Squadre mista     | Germania Jens Müller Karsten Albert Susi Erdmann Silke Kraushaar Stefan Krauße Jan Behrendt | Italia Armin Zöggeler Norbert Huber Natalie Obkircher Gerda Weissensteiner Kurt Brugger Wilfried Huber | Austria Markus Prock Markus Kleinheinz Angelika Neuner Andrea Tagwerker Tobias Schiegl Markus Schiegl |